# Hội chứng rối loạn sinh sản và hô hấp ở lợn

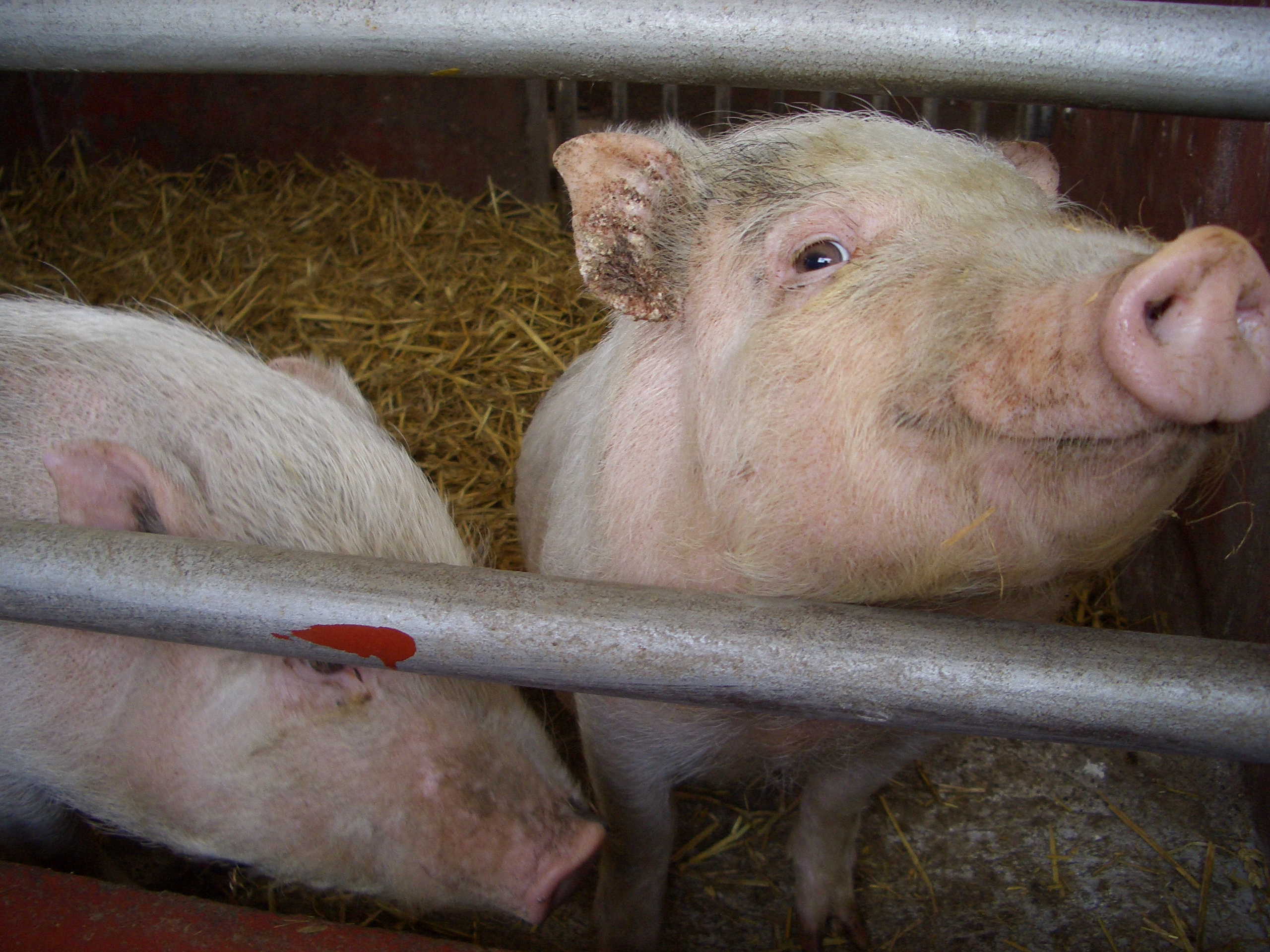
Hai con heo đang bị dịch heo tai xanh

Hội chứng rối loạn hô hấp và sinh sản ở lợn (PRRS viết tắt của: Porcine reproductive and respiratory syndrome) hay còn gọi là bệnh heo tai xanh là là một bệnh truyền nhiễm nguy hiểm, lây lan nhanh và làm chết nhiều lợn nhiễm bệnh gây thiệt hại lớn cho ngành chăn nuôi lợn. 

## Nguyên nhân
PRRS do một loại Arterivirus (virus PRRS), họ Arteriviridae, thuộc giống Nidovirales. Virus PRRS (PRRSV) là loại virus có vỏ bọc bên ngoài, có cấu trúc hệ gen là ARN sợi đơn dương, có tính thích ứng nhân lên rất cao với đại thực bào, đặc biệt là đại thực bào hoạt động ở phổi. Virus phát triển, tăng nhanh về số lượng trong đại thực bào, phá hủy và giết chết tế bào đại thực bào, làm suy giảm nghiêm trọng sức đề kháng của lợn bệnh; tạo điều kiện thuận lợi cho các vi khuẩn thứ phát gây bệnh viên phổi như bệnh dịch tả lợn (Pestis suum), suyễn lợn (Mycoplasma hyopneumoniae), liên cầu khuẩn (Streptococcus suis), tụ cầu khuẩn (Staphylococcus aureus), Tụ huyết trùng (Pasteurella multocida) phát sinh, phát triển và làm cho bệnh ngày càng trầm trọng hơn, lợn bệnh chết chủ yếu do các vi khuẩn kế phát. 

## Lịch sử bệnh
- Năm 1987, PRRS lần đầu tiên được phát hiện tại Mỹ.
- Năm 1988, bệnh này lây lan sang Canada (nằm kế Mỹ).
- Đến năm 1990, bệnh lan sang các nước Châu Âu: Đức (1990); các nước Hà Lan, Tây Ban Nha, Bỉ, Anh (1991); Pháp (1992).
- Từ năm 1996, PRRS được phát hiện tại châu Á: Trung Quốc (1996)[1], Việt Nam (1997), Hàn Quốc (1998), Nhật Bản (1998)
- Cho đến nay, rất nhiều nước và lãnh thổ phát hiện PRRS.

## Tên gọi
Thời gian đầu, do chưa xác định chính xác nguyên nhân gây bệnh, nên bệnh được gọi bằng nhiều tên khác nhau như: bệnh bí ẩn (hay bí hiểm, huyền bí) ở lợn, bệnh tai xanh (do chỏm tai của lợn bệnh tím xanh), Hội chứng hô hấp và vô sinh (do bệnh liên quan đến viêm đường hô hấp và vô sinh), Hội chứng hô hấp và sảy thai truyền nhiễm. Khi đã phân lập được vi rút gây bệnh, năm 1992, tại Hội nghị Quốc tế về thú y, tổ chức Thú y Thế giới đã thống nhất tên gọi của bệnh là Hội chứng hô hấp và sinh sản (Porcine reproductive and respiratory syndrome-PRRS).

## Đặc điểm
Virus PRRS huộc họ Arteriviridae, giống Nidovirales, có cấu trúc vỏ bọc dạng chuỗi đơn RNA, hình cầu, kích thước 45 - 80 nm và chứa nhân nucleocapsid 25 - 35 nm, trên bề mặt có những gai nhô ra rõ. Hiện nay có 2 kiểu gen PRRS chính được công nhận là châu Âu (Nhóm I) có tên gọi là Lelystad và Bắc Mỹ (Nhóm II) có tên gọi là VR2332. Khi so sánh về di truyền có sự khác nhau rõ rệt (khoảng 40%) giữa 2 kiểu gen này. Ở châu Á và Nam Mỹ người ta đã phân lập được cả hai kiểu gen. Trong mỗi kiểu gen cũng có các chủng khác nhau.
Virus PRRS  có ái lực đặc biệt với tế bào đại thực bào đặc biệt là đại thực bào ở phổi. Đại thực bào này còn gọi là đại thực bào phế nang. Chúng có tác dụng tiêu hoá và loại bỏ các vi khuẩn và virus thâm nhập phổi, ngoại trừ trường hợp virus PRRS. Các virus PRRS có khả năng phát triển, nhân lên bên trong tế bào đại thực bào và tiêu diệt đại thực bào. Virus PRRS có thể tiêu diệt tới 40% đại thực bào, làm phá huỷ phần lớn hệ thống bảo vệ cơ thể khiến cho các vi khuẩn, virus khác có cơ hội phát triển và gây bệnh.
Virus tương đối mẫn cảm và dễ dàng bị tiêu huỷ bởi các yếu tố vật lý, hóa học. Cụ thể, virus bị tiêu huỷ nhanh chóng khi môi trường có pH<5,5 hoặc pH>6,5 và tính gây bệnh cũng giảm đi đến 90% ở những môi trường như vậy; đối với tác động của nhiệt độ vi rút có thể tồn tại 1 năm trong nhiệt độ lạnh từ    -200C đến -700C; trong điều kiện 40C vi rút có thể sống 1 tháng; với nhiệt độ cao, cũng như các virus khác, PRRSV đề kháng kém: ở 370C chịu được 48 giờ, 560C bị giết sau 1 giờ. Với các hoá chất sát trùng thông thường như Chloroform hoặc Ether và môi trường có pH axit, virus dễ dàng bị tiêu diệt. ánh sáng mặt trời, tia tử ngoại vô hoạt vi rút nhanh chóng.

## Dịch tễ
Lợn là loài động vật duy nhất mắc hội chứng này. Bệnh xảy ra trên lợn mọi lứa tuổi với tỷ lệ bệnh từ 20-100%, tỷ lệ chết thay đổi theo nhóm lợn từ 20-100%. Trên lợn nái chủ yếu là sảy thai với tỷ lệ 10-40%. Thời gian ủ bệnh 2-5 tuần. Bệnh phát hiện đầu tiên ở Mỹ năm 1987, sau đó lan rộng trên nhiều quốc gia của Châu Âu và Châu Á. Tốc độ lây lan nhanh trong vòng 3-5 ngày cả đàn có thể bị nhiễm bệnh. Độ dài của bệnh khoảng 5 - 20 ngày tuỳ theo sức khoẻ của lợn bệnh. Sự lây lan của bệnh chủ yếu thông qua tiếp xúc trực tiếp giữa lợn bệnh và lợn khỏe mạnh.
Virus có trong dịch mũi, nước bọt, tinh dịch (trong giai đoạn nhiễm trùng máu), phân, nước tiểu và phát tán ra môi trường. Ở lợn mẹ mang trùng, virus có thể lây nhiễm cho bào thai từ giai đoạn giữa thai kỳ trở đi và virus cũng được bài thải qua nước bọt và sữa. Lợn trưởng thành có thể bài thải virus trong vòng 14 ngày trong khi đó lợn choai bài thải virus tới 1 - 2 tháng. Virus có thể phát tán thông qua các hình thức: vận chuyển lợn mang trùng, theo gió (có thể đi xa tới 3 km), bụi, bọt nước, dụng cụ chăn nuôi và dụng cụ bảo hộ lao động nhiễm trùng, thụ tinh nhân tạo và có thể do  một số loài chim hoang.

## Xếp hạng
PRRSV là một RNA virus nhỏ và có hình cầu. Nó có một gene RNA đơn sợi (single-stranded), chiều dương với kích cỡ xấp xỉ 15 kilobase. Gene chứa chín khung đọc mở (open reading frame) (Meulenburg et al., 1992, Lee and Yoo, 2005).
PRRSV là một thành viên của dòng arterivirus, họ arteriviridae, hạng nidovirales. Có ba thành viên khác của dòng arterivirus, chúng gồm: equine arteritis virus (EAV), simian hemorrhagic fever virus (SHFV), và lactate dehydrogenase elevating virus (LDV) (4-5).

## Biến dạng
Có hai nguyên mẫu biến dạng của PRRSV. Biến dạng Bắc Mỹ là VR-2332 và biến dạng châu Âu là Lelystad Virus (LV). Các biến dạng Bắc Mỹ và châu Âu của PRRSV gây ra các hội chứng lâm sàng tương tự nhau, nhưng chúng thể hiện hai kiểu gene riêng biệt với các bộ di truyền lệch xấp xỉ 40% (6), vì thế tạo ra một bức màn bí mật về nguồn gốc của virus. Biến thiên gene trong các virus bị cô lập từ các địa điểm khác nhau (7-8) làm gia tăng sự khó khăn trong việc phát triển các vaccine chống lại nó.

## Ở châu Á

### Trung Quốc
Ngày 3 tháng 9 năm 2006, tin tức về một dịch PRRS ở Trung Quốc, sau đó được gọi là "Dịch sốt cao", được công bố bằng tiếng Anh qua ProMed-mail Lưu trữ ngày 28 tháng 7 năm 2011 tại Wayback Machine. Bệnh dịch ít được chú ý bên ngoài Trung Quốc, nhưng đã có những tác động lớn đến nền kinh tế nước này, dẫn tới tỷ lệ lạm phát cao nhất trong một thập kỷ, và ảnh hưởng tới 25 trong số 33 tỉnh của Trung Quốc. Tuy bệnh dịch ảnh hưởng mạnh nhất tới các tỉnh dọc theo bờ biển phía nam và phía đông của đất nước, đã có những lo ngại về việc nó sẽ tấn công tỉnh nội địa Tứ Xuyên, trung tâm ngành công nghiệp chăn nuôi lợn của Trung Quốc. Trong thời gian đó, giá thịt lợn đã tăng chóng mặt cả bên trong Trung Quốc và quốc tế, với giá tăng lên tới 85% tại thị trường Trung Quốc. Không có vẻ bệnh dịch tạo ra bất kỳ nguy cơ trực tiếp nào tới sức khoẻ con người. (9)

### Việt Nam
Tại Việt Nam, PRRS được phát hiện trên đàn lợn nhập từ Mỹ vào các tỉnh phía Nam năm 1997, tuy nhiên sau đó bệnh không lan phát mạnh và không gây sự chú ý về dịch tễ học. Đầu năm 2007 đến nay, các đợt dịch bệnh PRRS xảy ra liên tiếp ở cả ba miền Bắc, Trung, Nam gây thiệt hại hàng tỷ đồng do phải tiêu huỷ lợn bệnh.